# دافنه فرناندس
دافنه فرناندس (اسپانیایی: Dafne Fernández‎؛ زادهٔ ۳۱ مارس ۱۹۸۵) بازیگر و هنرمند رقص اهل اسپانیا است.
از فیلم‌ها یا مجموعه‌های تلویزیونی که وی در آن‌ها نقش داشته است، می‌توان به سرزمین گرگ‌ها، یک گام به پیش و خانواده سرانو اشاره نمود.